# Мар'янівка (Плодородненська сільська громада)
Мар'я́нівка (до 1945 року — Кронсфельд) — село в Україні, у Плодородненській сільській громаді Мелітопольського району Запорізької області. Населення становить 518 осіб.

## Географія
Село Мар'янівка розташоване за 111 км від обласного центру та 45 км від районного центру. Найближчі населені пункти:  село Новомиколаївка (0,5 км) та від Новобогданівка (3 км). Поруч пролягають автошлях територіального значення Т 0811 та залізниця Запоріжжя I — Мелітополь, найближча залізнична станція Федорівка (за 12,5 км).

## Історія
Село Мар'янівка засноване у 1825 році німцями-менонітами під первинною назвою Кронсфельд. 
7 (20) листопада 1917 року, відповідно до Третього Універсалу Української Центральної Ради, увійшло до складу Української Народної Республіки.
У 1945 році перейменовано в Мар'янівку.
25 травня 2017 року, в ході децентралізації, Мар'янівська сільська рада об'єднана з Плодородненською сільською громадою.
19 липня 2020 року, в результаті адміністративно-територіальної реформи та ліквідації Михайлівського району, село увійшло до складу новоутвореного Мелітопольського району.

## Економіка
- ПП «Незалежність».

## Об'єкти соціальної сфери
- Середня загальноосвітня школа.
- Дитячий дошкільний навчальний заклад.
- Будинок культури.
- Амбулаторія.